# Mathieu Crepél
Mathieu Crepél (Tarbes, 26 ottobre 1984) è un ex snowboarder francese, campione del mondo nel 2007 nel big air e nell'halfpipe.

## Palmarès

### Mondiali
- 3 medaglie:
  - 2 ori (big air, halfpipe ad Arosa 2007)
  - 1 bronzo (halfpipe a Gangwon 2009)

### Mondiali juniores
- 1 medaglia:
  - 1 bronzo (halfpipe a Rovaniemi 2002)

### Coppa del Mondo
- Miglior piazzamento in classifica generale: 19º nel 2009
- Vincitore della Coppa del Mondo di halfpipe nel 2005
- 9 podi:
  - 4 vittorie
  - 4 secondi posti
  - 1 terzo posto

#### Coppa del Mondo - vittorie
| Data             | Luogo        | Paese         | Disciplina |
| ---------------- | ------------ | ------------- | ---------- |
| 26 febbraio 2005 | Sungwoo      | Corea del Sud | HP         |
| 26 febbraio 2005 | Sungwoo      | Corea del Sud | HP         |
| 6 dicembre 2008  | Grenoble     | Francia       | HP         |
| 7 febbraio 2009  | Bardonecchia | Italia        | HP         |

Legenda:

HP = Halfpipe